# 28428 Ankurvaishnav
28428 Ankurvaishnav è un asteroide della fascia principale. Scoperto nel 1999, presenta un'orbita caratterizzata da un semiasse maggiore pari a 2,2750811 UA e da un'eccentricità di 0,1481615, inclinata di 1,79352° rispetto all'eclittica.